# Embid

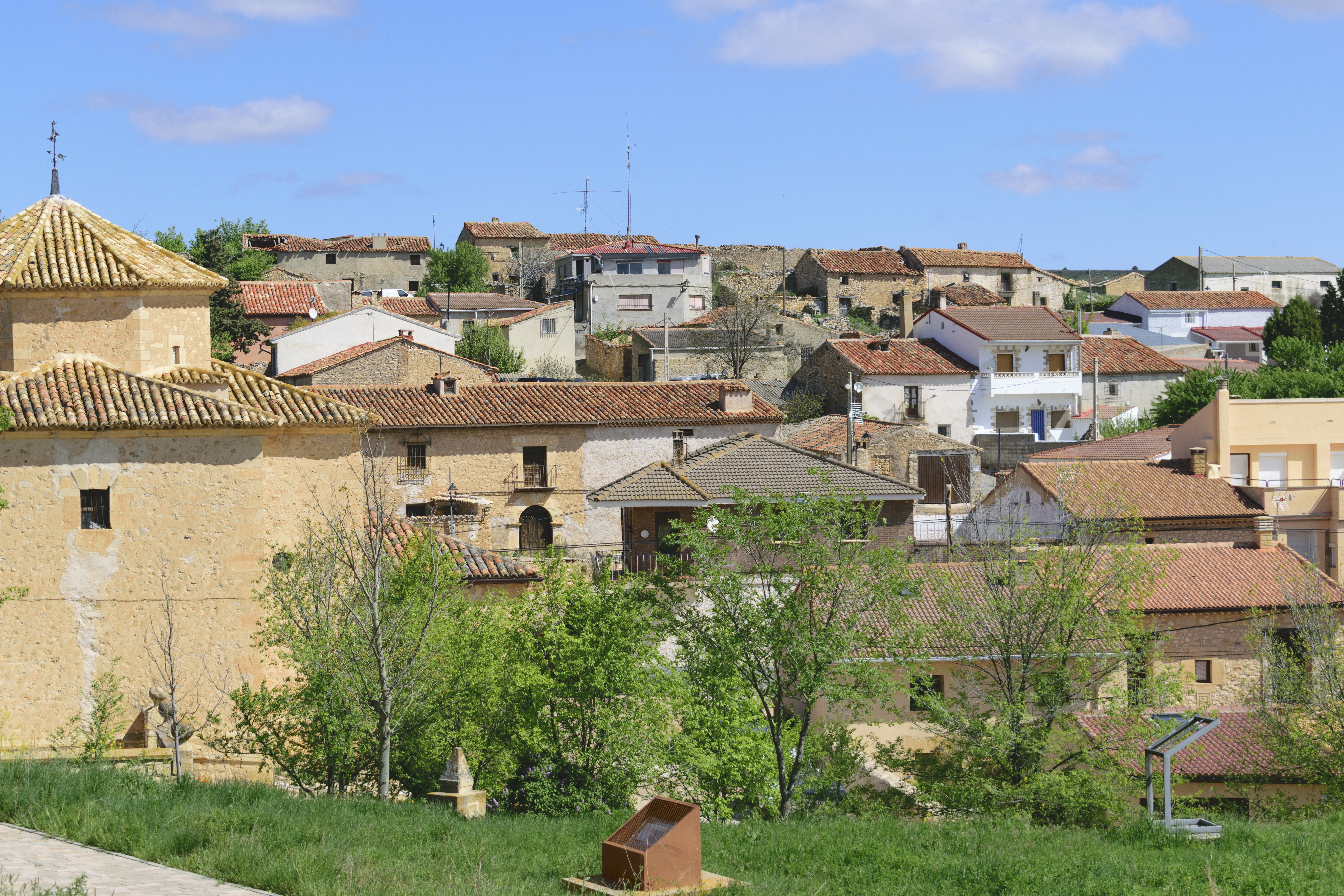
Vista de viviendas

Embid es un municipio y localidad española de la provincia de Guadalajara, en la comunidad autónoma de Castilla-La Mancha. El término municipal tiene una población de 33 habitantes (INE 2024).

## Historia
Hacia mediados del siglo XIX, el lugar tenía contabilizada una población de 160 habitantes. La localidad aparece descrita en el séptimo volumen del Diccionario geográfico-estadístico-histórico de España y sus posesiones de Ultramar de Pascual Madoz de la siguiente manera:

EMBID: v. con ayunt. en la prov. de Guadalajara (22 leg.), part. jud. de Molina (5), aud. terr. de Madrid (32), c. g. de Castilla la Nueva, dióc. de Sigüenza (12). sit.: en la ladera de un cerro, con esposicion al S.; la combaten principalmente los vientos de esta parte, que hacen su clima muy caloroso en el verano, y propenso á las enfermedades propias de la estacion: tiene 65 casas; la de ayunt. con cárcel, sala de sesiones y granero del pósito, cuyo fondo consiste en unas 150 fan. de trigo; un antiguo y arruinado castillo, del que solo se conservan las paredes de los torreones, vestigios de algunos reductos y otras obras esteriores; una casa muy capaz y de mejor fábrica que las demas, pero mal conservada, propia de la familia de los Rillos; una posada pública; escuela de instruccion primaria, á cargo de un maestro, á la vez sacristan, dotado por el primer concepto con 3 celemines de trigo de cada uno de los discípulos que solo leen, y 6 de los que ya escriben, ademas de 20 fan. de trigo y los correspondientes emolumentos que percibe por el desempeño de la sacristía; hay 1 igl. parr. (Sta. Catalina), servida por un cura párroco de provision real y ordinaria; el edificio es sólido y de buena construccion, con ángulos de sillería, y en su torre se encuentra el reloj público; fuera de la población, á la dist. de 150 pasos, se halla un pozo de escelentes aguas que provee á las necesidades del vecindario: confina el term. N. Torrubia; E. Used (part. de Daroca, prov. de Zaragoza); S. La-Yunta y Cubillejo del Sicio, y O. Tortuera ; dentro de esta circunferencia se encuentran dos ermitas (La Soledad y Sto. Domingo), y un manantial de buenas aguas: el rerreno es quebrado, tobizo y fresco; se cultivan 400 fan. de tierra de segunda calidad y 700 de tercera; hay ademas un monte rebollar, mal conservado, de 2 horas de circunferencia, un carrascal de buena clase y bien poblado, de 2 horas y 1/2 de circuito; un pequeño sabinar y una dehesa boyal con algunas matorradas de sarga: atraviesa el territorio por el estremo del S. una rambla que lleva el nombre del pueblo; á temporadas es bastante caudalosa; pero en el verano, y cuando escasean las lluvias, llega casi á interrumpirse su curso. caminos: los locales de herradura y la antigua carretera de Madrid á Barcelona en mal estado. correo: se recibe y despacha en la estafeta de Molina por un cartero. prod.: trigo puro, centeno, cebada, avena, guijas, guisantes, yeros, algun garbanzo, miel, bellota, leñas de combustible y yerbas de pasto con las que se cria ganado lanar, cabrio, mular, vacuno, asnal y de cerda, hay caza de liebres, conejos y perdices. ind.: la agrícola y un molino harinero. comercio: el tráfico en ganados lanar y cabrio y la importacion de los artículos de consumo que faltan, de los que se surte el vecindario en los mercados de Molina. pobl.: 52 vec., 160 alm. cap. prod.: 702,230 rs. imp.: 63,200. contr.: 3,296. presupuesto municipal 900; se cubre con los productos de la posada y reparto vecinal.
(Madoz, 1847, pp. 471-472)

## Demografía
Embid cuenta con una población de 33 habitantes (INE 2024).
| Gráfica de evolución demográfica de Embid entre 1842 y 2021                                                         |
| |
| Población de derecho según los censos de población del INE Población de hecho según los censos de población del INE |

| 1860 | 1877 | 1887 | 1897 | 1900 | 1910 | 1920 | 1930 | 1940 | 1950 | 1960 | 1970 | 1981 | 1991 | 2001 | 2011 | 2017 |
| ---- | ---- | ---- | ---- | ---- | ---- | ---- | ---- | ---- | ---- | ---- | ---- | ---- | ---- | ---- | ---- | ---- |
| 203  | 247  | 251  | 206  | 191  | 223  | 266  | 269  | 281  | 269  | 185  | 125  | 89   | 78   | 66   | 53   | 39   |

## Monumentos

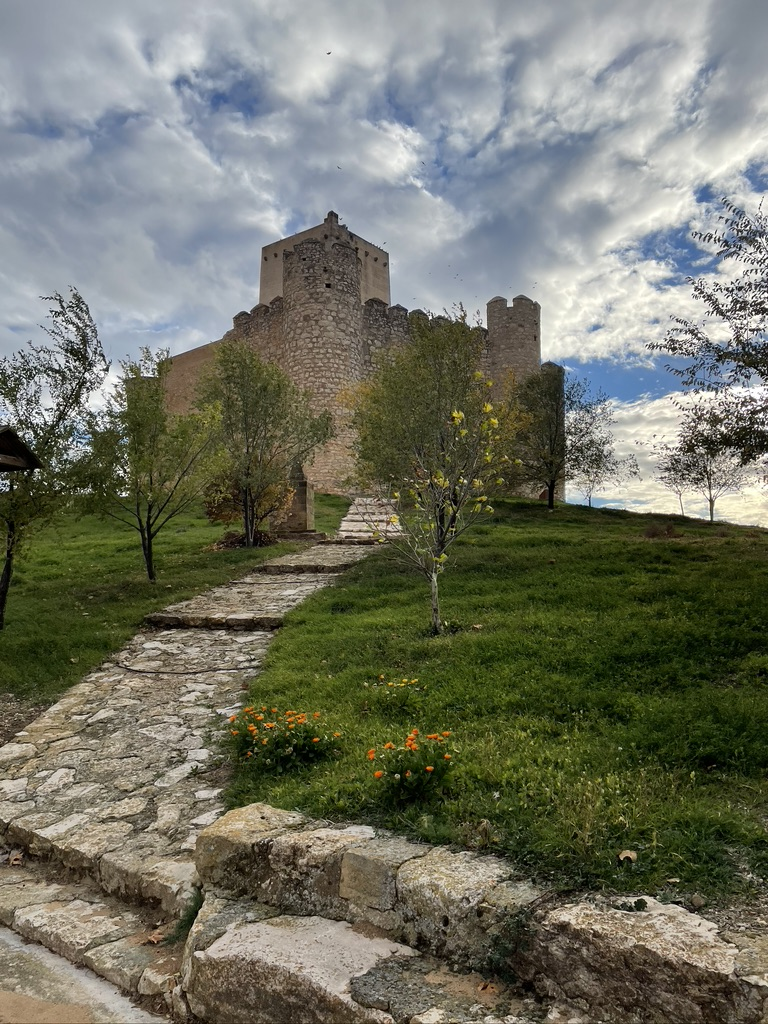
Castillo de Embid

- Castillo de Embid